# Danh sách Địa điểm Di sản Thế giới đang bị Đe dọa
Tổ chức Bia tượng thế giới công bố danh sách những Di sản văn hóa thế giới đang bị đe doạ trong năm 2010.
Dưới đây là một số di sản tiêu biểu nằm trong Danh sách những Di sản văn hoá thế giới đang bị đe doạ do Tổ chức Bia tượng thế giới công bố:

## Khu phế tích Machu Picchu
Machu Picchu là một đô thị kiêm pháo đài được xây từ thế kỷ XV dưới thời Pachacutec trị vì ở vương quốc Inca. Thành phố cổ của người Inca này được nhà thám hiểm người Mỹ Hiram Bingham phát hiện trong một khu rừng rậm vào năm 1911 sau hơn 400 năm bị lãng quên. Khu phế tích này là một trong những khu vực cổ đại đẹp và bí ẩn nhất thế giới. Hàng trăm kiến trúc bằng đá được xây dựng từ năm 1400 trên diện tích 5 dặm vuông. Cao hơn 2.000 feet so với mực nước sông Urubamba, không thể nhìn từ phía dưới, quanh năm mây phủ và hoàn toàn cô lập với thế giới bên ngoài vì được bao bọc bởi các ruộng bậc thang, thành phố cổ này giống như một thiên đường trên trần gian. Hiện nay Khu phế tích này đã bị đe doạ bởi sự phát triển không ngừng của quá trình đô thị hoá, du lịch và công tác bảo tồn kém cỏi.

## Thành phố cổ và bức tường cổ của Jerusalem
Là di tích vô cùng quan trọng của người Do Thái, Cơ Đốc và đạo Hồi, Jerusalem hiện đang lưu giữ khoảng 220 hiện vật lịch sử trong đó bao gồm Đền thờ Hồi giáo và Bức tường than khóc. Di tích này được xếp vào danh sách Di sản thế giới bị đe doạ từ năm 1982 bởi không được giữ gìn bảo tồn đúng mức và sự phát triển đô thị ồ ạt.

## Quần đảo Galápagos,Ecuador
Hiện quần đảo Galápagos là một tỉnh của Ecuador, đồng thời cũng nằm trong hệ thống khu bảo tồn quốc gia của nước này. Galápagos nổi tiếng với các loài sinh vật đặc hữu (chỉ có tại Galápagos) rất phong phú. Chính hệ thống sinh vật đặc hữu phong phú của Galápagos là tiền đề cho những nghiên cứu giúp Darwin đưa ra thuyết tiến hóa sau này. Quần đảo Galapagos bị đe doạ từ năm 2007, bởi nạn săn bắn trái phép các loài động vật quý hiếm và sự khai thác du lịch quá mức.

## Vườn Quốc gia núi Semien,Ethiopia
Sở hữu vẻ đẹp ngoạn mục với những chỏm núi đá lởm chởm, hung vĩ và những thung lũng sâu hun hút, Vườn Quốc gia núi Simien cũng là nơi trú ngụ của nhiều động vật quý hiếm, trong đó có loài dê núi Walia (loài dê hoang không có ở nơi nào khác trên thế giới) và khỉ đầu chó Gelada. Vườn quốc gia này được thành lập năm 1969. Nó là một trong những địa điểm đầu tiên được UNESCO công nhận là Di sản thế giới năm 1978. Tuy nhiên, do số lượng sinh vật bị giảm sút nghiêm trọng bởi bàn tay con người, Vườn Quốc gia này đã được đưa vào Danh sách những Di sản thế giới bị đe doạ từ năm 1996.

## Thành phố khảo cổ Samarra,Iraq
Bị đe doạ từ năm 2007, Samrra từng là thủ đô dưới đế chế Abbasid, kéo dài từ Tunisi đến Trung Á. Nơi đây được coi là thánh địa của người Hồi giáo. Nhà thờ Hồi giáo của thành phố này đã từng hai lần là mục tiêu của khủng bố vào năm 2006 và 2007, phá huỷ mái vòm dát vàng của nhà thờ và hai toà tháp.

## Thành phố lịch sử Zabid,Yemen
Là một di tích nổi tiếng có giá trị quan trọng về lịch sử và khảo cổ học, Zabid là thủ đô của Yemen suốt từ thế kỷ 13 đến thế kỷ 15. Những năm gần đây, khoảng 40% nhà cổ của thành phố này đã bị thay thế bởi những toà nhà cao tầng bằng bê tông, trong khi đó những khu chợ cổ của người Hồi giáo cũng đã bị hư hỏng nặng

## Khu phức hợp Serbia Trung cổ tại Kosovo
Bao gồm Những nhà thờ chính thống của người Cơ đốc giáo, Tu viện Dečani, Khu giáo trưởng Péc, Our Lady of Ljevis và Tu viện Gračanica, Khu phức hợp Serbia Trung cổ tại Kosovo đã nằm trong danh sách những di sản thế giới bị đe doạ từ năm 2006 bởi những khó khăn chồng chất trong việc bảo tồn bắt nguồn từ sự bất ổn chính trị của vùng đất này.

## Công viên quốc gia Virunga,Cộng hòa Dân chủ Congo
Là một trong 4 công viên quốc gia của Cộng hoà Dân chủ Congo được đánh giá là đang bị nguy hiểm (những Công viên quốc gia khác là: Salonga, Garamba và Kahuzi-Biéga), Công viên quốc gia Virunga nổi tiếng bởi loài khỉ đột Gôlila. Tuy nhiên, nạn săn bắn và nội chiến đã phá huỷ nghiêm trọng hệ sinh động vật của công viên này.

## Pháo đàivàVườn ShalimarởLahore,Pakistan
Pháo đài Lahore có khoảng 30 di tích khép kín bên trong hệ thống tường thành, trong đó có những nhà thờ Hồi giáo được trạm khảm và dát vàng rất cầu kỳ. Trong khi đó, Vườn Shalamar rộng 17ha, trong đó có khu rừng, kênh đào với hàng trăm thác nước và nhiều công trình kiến trúc. Đây là hai công trình quan trọng dưới triều đại của vua Muaghal. Sau khi Vương triều Muaghal (1526 - 1799) sụp đổ, các công trình bị biến dạng nặng nề bởi người Sikh và sau đó là dưới chế độ thuộc địa (Anh). Sau ngày độc lập khu vực này lại được làm trại tị nạn nên diện mạo ban đầu của khu di tích bị thay đổi rất nhiều, các di tích bị tàn phá và xuống cấp nghiêm trọng....

## Quang cảnh văn hóa và tàn tích khảo cổ tại thung lũng Bamiyan,Afghanistan
Những tàn tích còn lại của Thung lũng Bamiyan đã trải qua một thời gian dài bị quên lãng trước khi Taliban phá huỷ 2 bức tượng Phật khổng lồ cao nhất thế giới (53 mét và 36,5 mét) được tạc vào núi đá cách đây hơn 1.500 năm. Hiện người ta đã thu hồi được phần lớn tàn tích của 2 tượng Phật khổng lồ. Phần còn lại đã bị vụ nổ biến thành cát bụi. Và như thế, lịch sử Bamiyan đang bắt đầu được khám phá lần đầu tiên thông qua cả hai công tác bảo tồn và khai quật những di tích khảo cổ. Các nhà chức trách của Nhật Bản và Thụy Sĩ đã cam kết sẽ nỗ lực giúp Afghanistan khôi phục hai bức tượng này.
Ngoài 10 di sản nói trên, danh sách những Di sản văn hoá thế giới đang bị đe doạ trong năm 2010 còn có: các tàn tích ở Kilwa Kisiwani và Songo Mnara tại Tanzania; Các phế tích cơ đốc giáo (Ai Cập); Khu bảo tồn động vật hoang dã Okapi (Cộng hoà Dân chủ Congo); Ruộng bậc thang Banaue (Philippines); Khu vực khảo cổ Chan Chan (Peru); Vườn quốc gia Manas (Ấn Độ); thành phố cổ Bam và quang cảnh văn hoá của thành phố này (Iran)…